# 파벨 파테라
파벨 파테라(체코어: Pavel Patera, 1971년 9월 6일~)는 체코의 아이스하키 선수, 지도자로 현역 시절 포지션은 센터이다. 대부분의 선수 경력을 체코 엑스트랄리가의 HC 클라드노에서 보냈으며, 내셔널 하키 리그(NHL)의 댈러스 스타스와 미네소타 와일드 소속으로 뛰었다.
국제 대회에 체코 국가대표팀의 일원으로 활약했으며, 1998년과 2002년 동계 올림픽에 참가하여 1998년 대회에서 금메달을 획득했다. 또한 세계 선수권 대회에서 금메달 4개, 동메달 2개를 획득했다. 그는 1994년부터 2003년까지 국제 경기 197회 출전했으며, 이는 체코 대표팀 역대 최다 출전 순위 3위에 해당한다.